# コンベンツァル聖フランシスコ修道会
コンベンツアル聖フランシスコ修道会（Ordo Fratrum Minorum Conventualium、略称：OFMConv.）は、キリスト教カトリック系修道会。本部はローマ（住所：Curia Generalizia OFMConv  Piazza XII Apostoli, 51 00187 Roma（Italia））

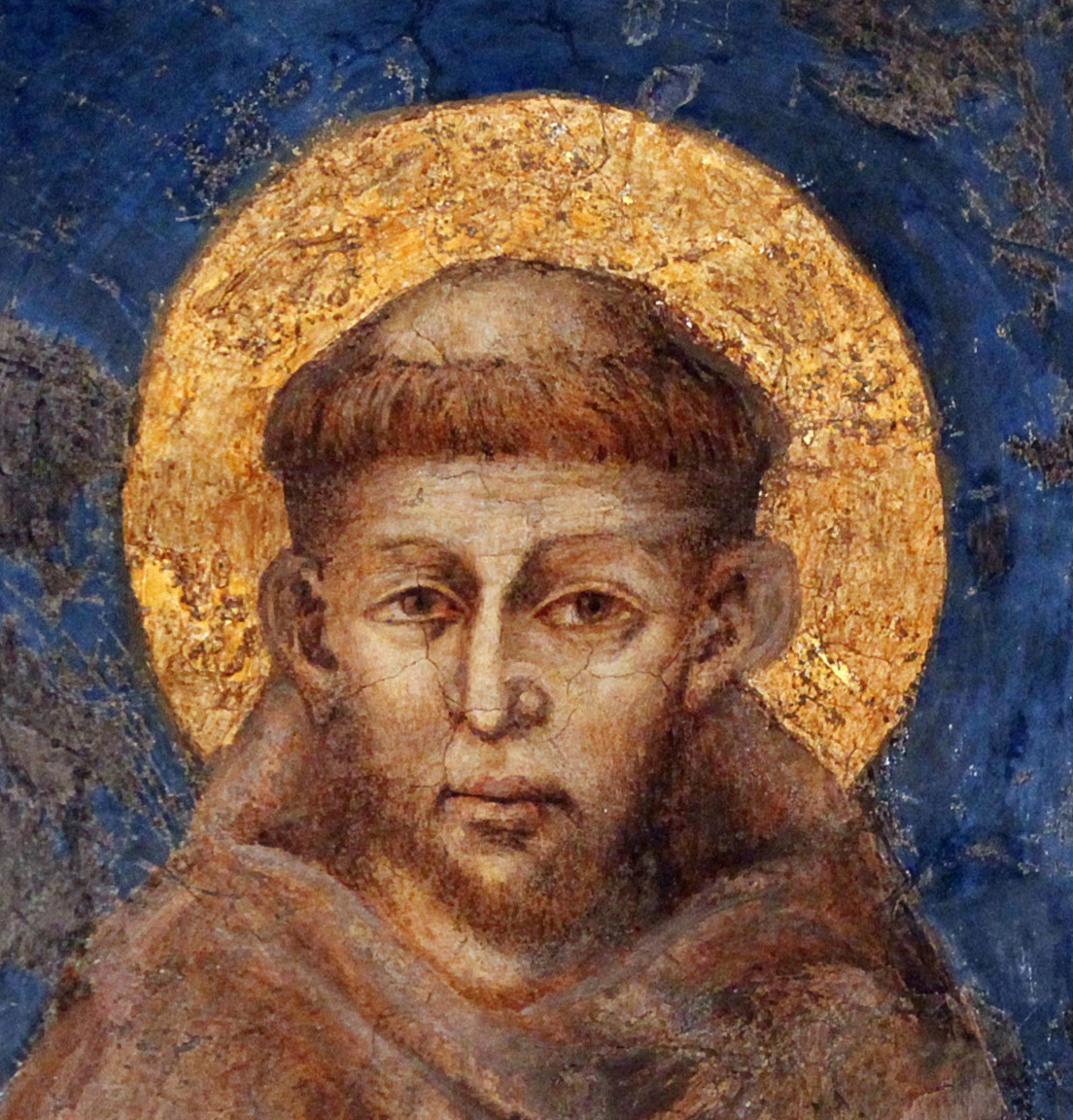
アッシジの聖フランシスコ

。 

## 概要

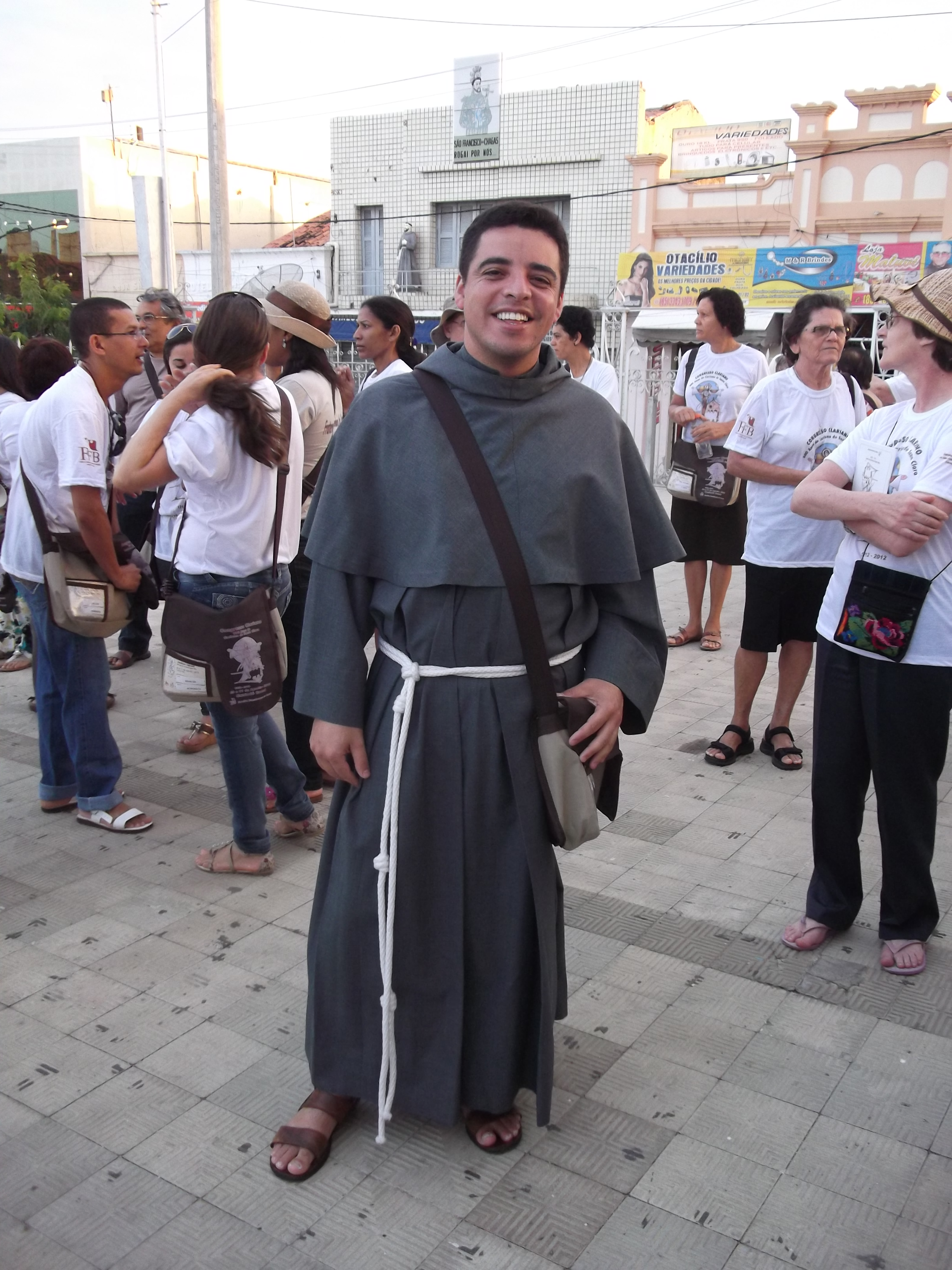

修道会は59カ国で活動している。会員数は4566人（1998年12月31日）。
- アジア

日本、韓国、インド、インドネシア、フィリピン、中国、ウズベキスタン、トルコ、レバノン
- オセアニア

オーストラリア
- アフリカ

ガーナ、ザンビア、ケニア、タンザニア
- 南アメリカ

アルゼンチン、ウルグアイ、パラグアイ、ブラジル、コロンビア、ペルー、チリ、エクアドル、ベネズエラ、ボリビア
- 北アメリカ

カナダ、アメリカ合衆国、メキシコ、エルサルバドル、ホンジュラス、コスタリカ
- 西ヨーロッパ

アイルランド、イギリス、ベルギー、オランダ、デンマーク、スウェーデン、ドイツ、フランス、スイス、オーストリア、スペイン、ポルトガル、イタリア、マルタ、サンマリノ、バチカン
- 東ヨーロッパ

クロアチア、スロベニア、セルビア、ポーランド、ロシア、ベラルーシ、リトアニア、ウクライナ、チェコ、スロバキア、ルーマニア、ブルガリア、ハンガリー

### 創立
コンベンツァル聖フランシスコ修道会は、アッシジの聖フランシスコが1209年に創立した「小さき兄弟会」に由来している。
1517年に「小さき兄弟会」から「コンベンツアル派の小さき兄弟会」と「オッセルバンテス派の小さき兄弟会」に分かれる。
さらに「カプチン派の小さき兄弟会」が分かれ、フランシスコ会の三派がそれぞれ成立した。 

#### 年表
- 1182年 - アッシジの聖フランシスコが生誕
- 1210年 - 小さき兄弟会(フランシスコ会)創立
- 1517年 - 小さき兄弟会の分離
- 1930年 - 日本に伝来

## 日本での活動
1930年4月24日、ポーランドの修道会クラクフ管区から、マキシミリアノ・コルベ神父、ゼノ・ゼブロフスキー修道士、ヒラリオ修道士が長崎に上陸した。その1か月後には、雑誌「無原罪の聖母の騎士」（現在の月刊「聖母の騎士」）を発行。コルベ神父は無原罪の聖母マリアを守護者とする聖母の騎士会 (M.I.)を創設した。ポーランドにおける聖母の騎士会の活動が、出版などマスメディアを使った宣教活動に熱心だったため、修道会は日本でも聖母の騎士社の名称で出版活動を行っている。
最初の修道院は、大浦天主堂下にあった旧・雨森病院の建物を使用していたが、その後に本河内水源地近くの山林を入手し、自前の修道院を建てた。1949年12月8日(無原罪の聖母の祝日)には、管区長会議出席のため長崎からポーランドに帰国していたコルベ神父とともに、1930年8月25日に来日したミエチスラオ・マリア・ミロハナ神父(当時は神学生であった)によって「けがれなき聖母の騎士聖フランシスコ修道女会」が創立された。(1950年、教皇庁より長崎教区管轄の通常誓願修道会として正式な認可を得る)。 
戦後は出版による布教活動のほか、神学校を起源とする初中等教育事業（仁川学院、聖母の騎士学園など）や福祉事業にも取り組んでいる。現在、世界で展開している修道会はフランシスコの理念の下に活動している。 

## 聖地と聖人

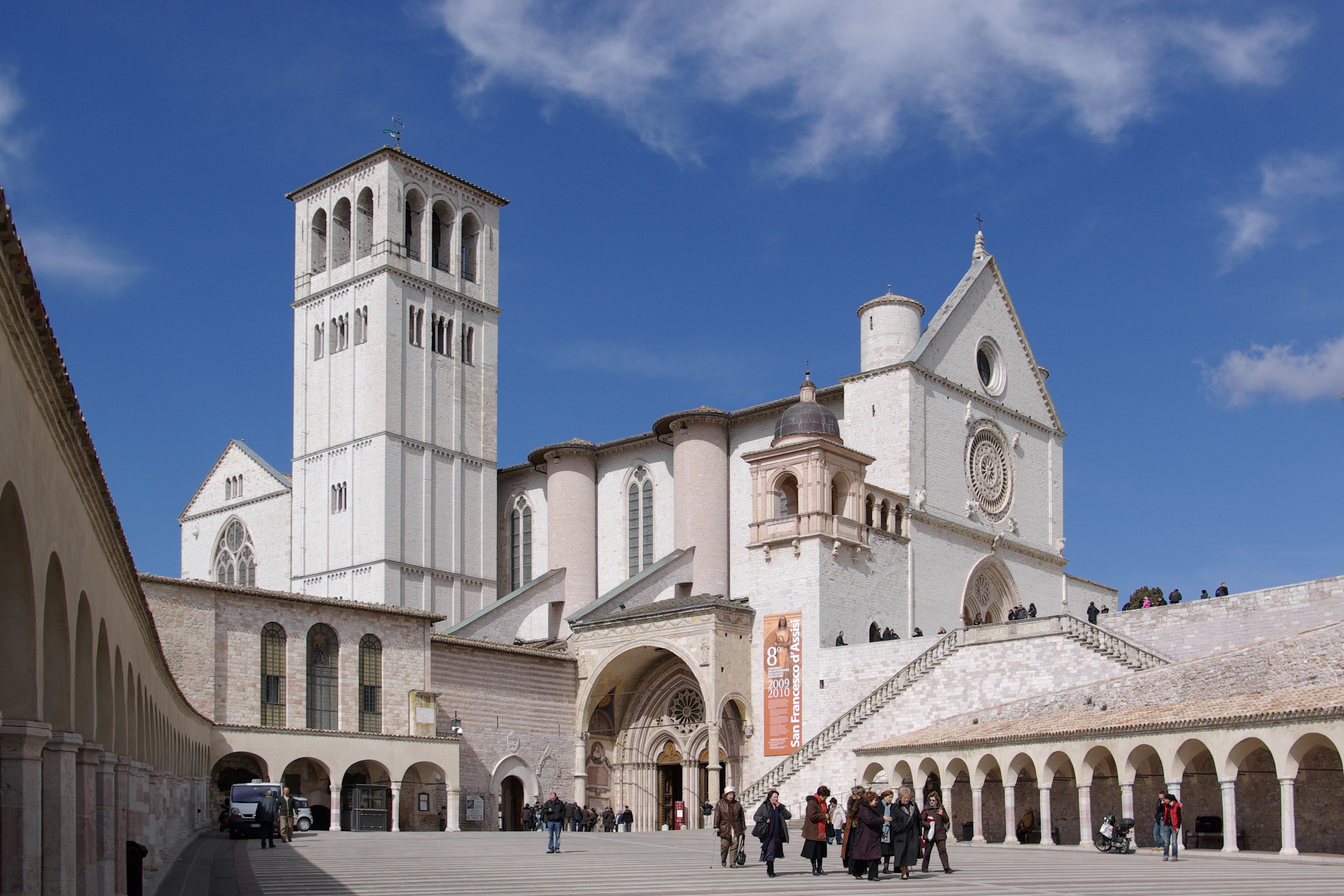
聖フランシスコ大聖堂

### 聖地
コンベンツアル聖フランシスコ修道会が管理するのはアッシジの聖フランシスコゆかりの地である。
- アッシジの聖フランシスコ大聖堂（アッシジ：師父聖フランシスコの墓所がある）[4]
- バドアのアントニオ大聖堂（イタリアのパドゥア：バドゥアの聖アントニオの墓所がある）
- リヴォトルト教会（アッシジ：師父聖フランシスコと初期の弟子たちが滞在した場所）
- フィレンツェ・サンタクローチェ教会

### 聖人
1517年の分割後の修道会出身の主な聖人は以下の通り。
- クペルチノのヨゼフ
- アントニオ・ファザニ
- マキシミリアノ・コルベ

## 設立教育法人
- 学校法人聖母の騎士学園　(長崎県)･･･聖母の騎士高等学校、聖母の騎士東長崎幼稚園、聖母の騎士幼稚園※（以上長崎市）、聖母の騎士小学校、椿原中学校（以上諫早市）
- 学校法人聖コルベ学園　(長崎県・東京都)･･･聖母の騎士幼稚園※、まりあ幼稚園、聖フランシスコ幼稚園
- 学校法人仁川学院　(兵庫県)･･･マリアの園幼稚園、仁川学院小学校、仁川学院中学校・高等学校
- 学校法人春日学園　（愛知県)･･･春日マリア幼稚園
- 学校法人マリア学園　(愛知県)･･･マリア幼稚園

### 国際神学大学
ローマにはコンベンツアル聖フランシスコ修道会が国際神学大学〔教皇庁立聖ボナベンツラ神学大学〕を設置しており、キリスト教布教の世界的な中心となっている。

## フランシスコ会派
- フランシスコ会
- カプチン・フランシスコ修道会